# 足立駅
足立駅（あしだちえき）は、岡山県新見市神郷油野にある、西日本旅客鉄道（JR西日本）伯備線の駅である。

## 歴史
- 1926年（大正15年）12月1日：鉄道省伯備北線（現・伯備線）上石見駅 - 当駅間延伸時に終着駅として開設[1]。
- 1928年（昭和3年）
  - 10月25日：当駅 - 伯備南線備中川面駅間延伸に伴い伯備線成立、当駅もその所属となる。これに伴い途中駅となる。同時に備中川面駅 - 当駅 - 上石見駅間列車運行休止[1]。
  - 11月25日：備中川面駅 - 上石見駅間列車運行再開[1]。

（1972年まで走っていた石灰石運搬専用列車D513重連の発車駅。当時は近隣の足立石灰工業株式会社までの引込線があった）
- 1984年（昭和59年）2月1日：荷物扱い廃止[1]。
- 1986年（昭和61年）11月1日：貨物取扱廃止[2]、無人駅化[3]。
- 1987年（昭和62年）4月1日：国鉄分割民営化に伴い、JR西日本の駅となる[1]。

## 駅構造

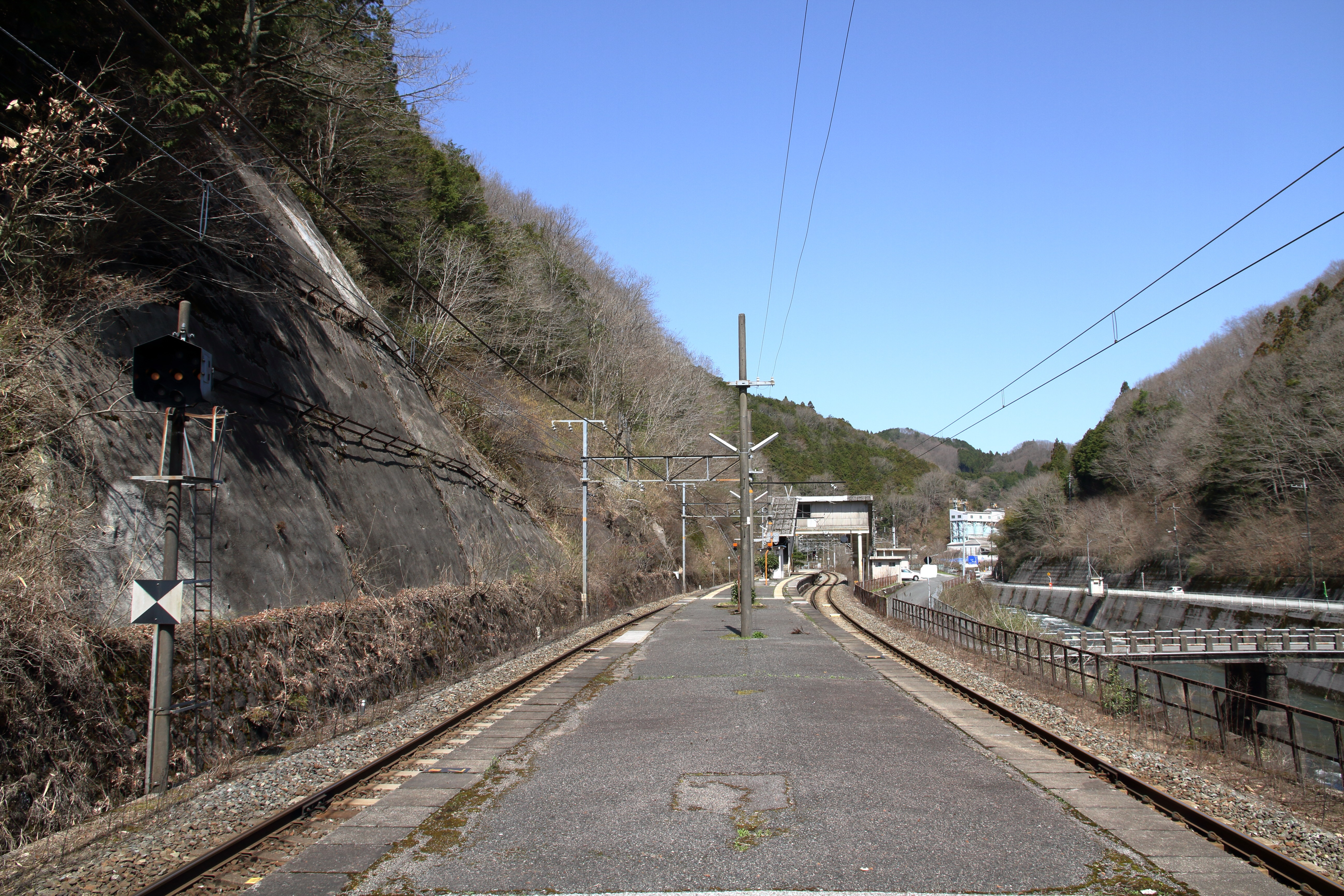
構内（2024年4月）

島式ホーム1面2線を有する列車交換可能な地上駅。小さな駅舎が線路東側にあり、そこから跨線橋がホームへと続いている。
新見駅管理の無人駅。自動券売機等は無い。

### のりば
| のりば | 路線   | 方向 | 行先           |
| ------ | ------ | ---- | -------------- |
| 1      | 伯備線 | 上り | 倉敷・岡山方面 |
| 2      | 伯備線 | 下り | 米子方面       |

- 以前はのりば番号標が無かったが、2020年時点では運転指令上の番線番号に基づいてのりば番号が設定されている。なお、上り線（1番のりば）は逆方向の入線及び発車にも対応している。

## 利用状況
近年の1日平均乗車人員の推移は以下の通り。
| 乗車人員推移 | 乗車人員推移 |
| 年度         | 1日平均人数  |
| ------------ | ------------ |
| 1999         | 29           |
| 2000         | 28           |
| 2001         | 24           |
| 2002         | 16           |
| 2003         | 13           |
| 2004         | 13           |
| 2005         | 12           |
| 2006         | 8            |
| 2007         | 9            |
| 2008         | 9            |
| 2009         | 11           |
| 2010         | 10           |
| 2011         | 10           |
| 2012         | 12           |
| 2013         | 13           |
| 2014         | 11           |
| 2015         | 7            |
| 2016         | 5            |
| 2017         | 6            |
| 2018         | 4            |
| 2019         | 4            |
| 2020         | 3            |
| 2021         | 4            |

## 駅周辺
- 西川
- 足立石灰工業
- 新見足立郵便局
- 岡山県道・鳥取県道8号新見日南線
- 岡山県道・広島県道12号足立東城線

## 隣の駅
西日本旅客鉄道（JR西日本）
 伯備線
備中神代駅 - 足立駅 - 新郷駅